# Signori di Castel Goffredo

Le grandi armi nello stemma della famiglia Gonzaga a partire dal XV secolo

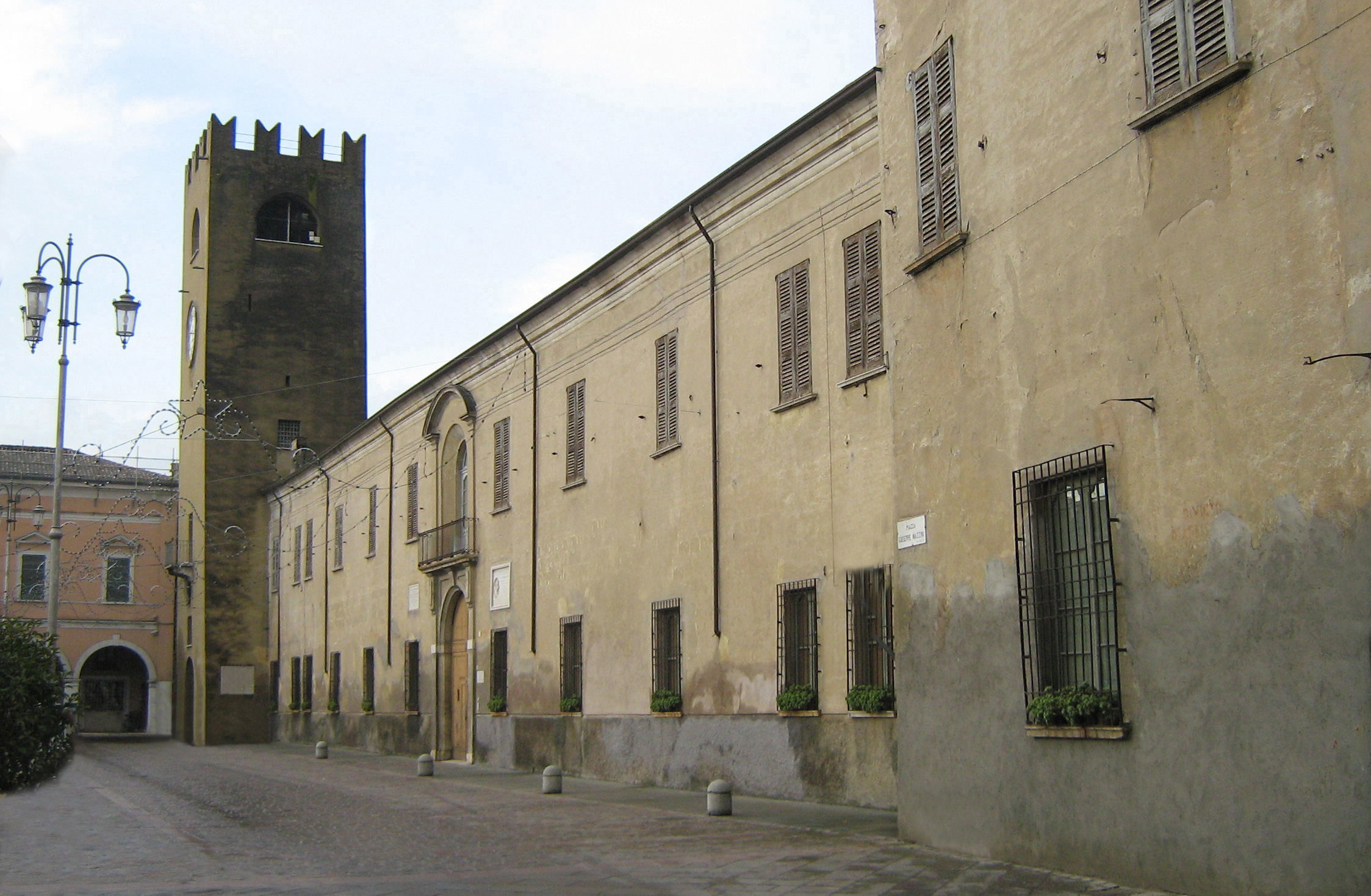
Castel Goffredo, Palazzo Gonzaga-Acerbi

La signoria di Castel Goffredo è sempre stata, fin dalla sua nascita, sotto la sovranità dei Gonzaga.

## Storia
Il primo signore di Castel Goffredo fu il marchese Alessandro, terzo figlio del marchese di Mantova Gianfrancesco, che, a seguito della divisione dei suoi feudi nel 1444, lasciò al figlio cadetto i feudi di Castiglione, Solferino e Castel Goffredo.
Morto Alessandro nel 1466 senza figli, i suoi feudi vennero ereditati dal fratello Ludovico III, marchese di Mantova.
A sua volta Ludovico, morto nel 1478, ridistribuì le proprietà fra tre dei suoi cinque figli (il terzo e il più giovane abbracciarono la carriera ecclesiastica per diventare vescovi): Rodolfo, ereditò Castiglione, Solferino e Luzzara, che condividerà con i suoi due figli:
- Gianfrancesco, il più anziano, riceverà Luzzara
- Aloisio (Luigi Alessandro), il più giovane, riceverà Castiglione, Solferino e Castel Goffredo.

A sua volta Aloisio, morto nel 1549, lasciò in eredità il feudo di Castel Goffredo ad Alfonso (Alfonso di Castel Goffredo). Gli altri due figli ricevettero rispettivamente: Ferdinando (Ferdinando I di Castiglione) ricevette Castiglione delle Stiviere, Orazio (Orazio di Solferino) ricevette Solferino.
```
                                          
Gianfrancesco Gonzaga
 (1395-1444)
                                                        |
                                           
Alessandro Gonzaga
 (1415-1466)
                                                        |
                                            
Rodolfo Gonzaga
 (1452-1495)
                                                        |
                                         
Gianfrancesco Gonzaga
 (1488-1524)
                                                        |
                                                
Gonzaga di Luzzara

                ________________________________________|___________________________
                |                                                                  |
   Signori-Marchesi di Luzzara                         Signori di Castel Goffredo, Castiglione e Solferino
       (estinto nel 1794)                               ___________________________|______________________
                                                        |                          |                     |           
                                                   Marchesi di          Marchesi-Principi di   Marchesi-Principi di
                                                 Castel Goffredo             Castiglione            Solferino
                                                (estinto nel 1593)       (estinto nel 1819)     (estinto nel 1680)
```

## Signori di Castel Goffredo

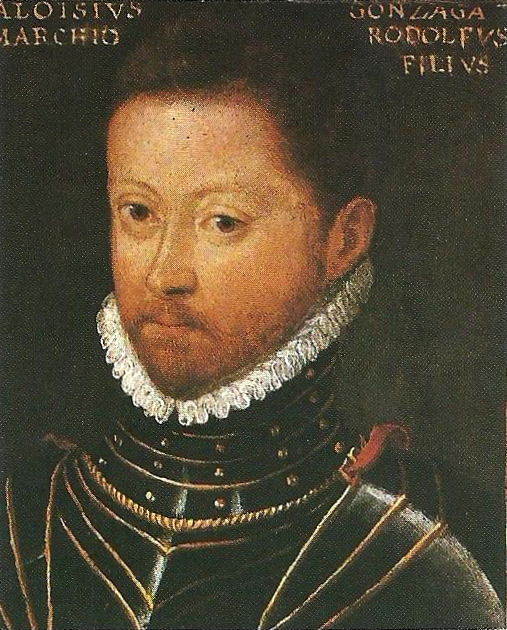
Ritratto di Aloisio Gonzaga, marchese di Castel Goffredo

- 1444-1466: Alessandro (1415-1466), ebbe anche il titolo di marchese

sposò Agnese da Montefeltro, senza discendenza
reggenza assunta da Ludovico III (1414-1478), fratello di Alessandro
- 1478-1495: Rodolfo (1452-1495), figlio di Ludovico III e nipote di Alessandro

prima sposò nel 1478 Antonia Malatesta, senza figli
sposò in seconde nozze nel 1484 Caterina Pico
- 1495-1513: Aloisio (Luigi Alessandro) (1494-1549), figlio del precedente e di Caterina

## Marchesi di Castel Goffredo
- 1513-1549: Aloisio (1494-1549)

sposò in prime nozze Ginevra Rangoni
sposò in seconde nozze nel 1540 Caterina Anguissola
- 1565-1592: Alfonso (1541-1592), dal 1549 al 1565 sotto tutela

sposò nel 1568 Ippolita Maggi
- 1592-1593: Rodolfo II (1569-1593), secondo figlio dei precedenti (II marchese di Castiglione e III marchese di Castel Goffredo). (Il più anziano, Luigi Gonzaga (1568-1591), rinuncia ai suoi diritti, diventa gesuita e sarà canonizzato)

sposò nel 1588 Elena Aliprandi, senza discendenza maschile

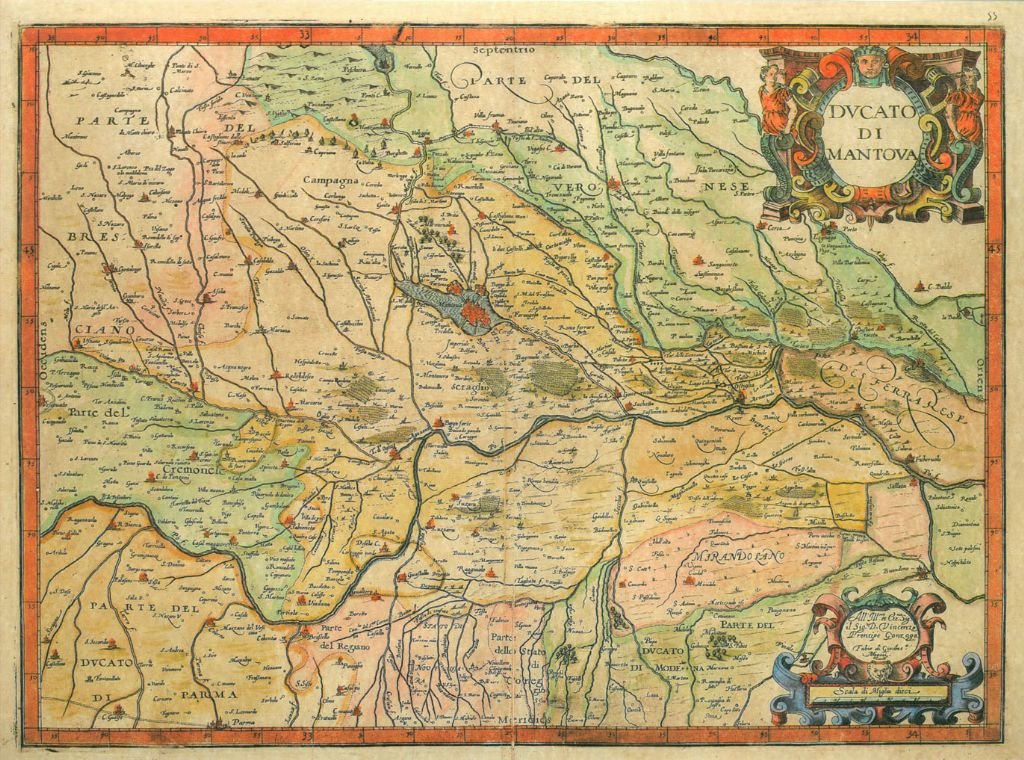
Mappa del Ducato di Mantova e degli stati gonzagheschi

Dopo l'assassinio di Rodolfo II nel 1593, Castel Goffredo fu inglobato da Vincenzo I Gonzaga nel ducato di Mantova nel 1600, in cambio di Medole e Solferino, ponendo fine ai "Gonzaga di Castel Goffredo".